# Антошкино (Новосибірська область)
Антошкино (рос. Антошкино) — селище у Куйбишевському районі Новосибірської області Російської Федерації.
Входить до складу муніципального утворення Новоічинська сільрада. Населення становить 13 осіб (2010).

## Історія
Згідно із законом від 2 червня 2004 року органом місцевого самоврядування є Новоічинська сільрада.

## Населення
| 2002 | 2007 | 2010 |
| ---- | ---- | ---- |
| 24   | ↘20  | ↘13  |